# Drosophila davidi
Drosophila davidi är en tvåvingeart som beskrevs av Léonidas Tsacas 1975. Drosophila davidi ingår i släktet Drosophila och familjen daggflugor.
Artens utbredningsområde är Kongo.